# 코소바 항공
코소바 항공(Kosova Airlines)은 코소보의 항공사이다.
코소바 항공은 코소보에 본사를 둔 항공사이다. 이 항공사는 프리스티나(Pristina)를 주요 유럽 도시로 연결한다. 이 항공사는 2003년 가을에 유엔 코소보 임시 행정단(UNMIK)과 코소보 정부에 의해 설립되었다. 2006년 5월 10일, 코소바 항공의 유일한 항공기인 보잉 737-700은 독일 항공사인 함부르크 인터내셔널에서 습식 임대한 항공기로 반환되었으며 코소바 항공은 운항을 중단했다. 그러나 항공사는 프리스티나로 비행하는 다른 항공사와 계속 협력하고 있다.